# Etruskische Schrift

Inschrift mit etruskischen Buchstaben aus der Tomba del Tifone von Tarquinia

Die etruskische Schrift ist die Schrift der etruskischen Sprache. Sie wurde von den Etruskern seit dem 7. Jahrhundert v. Chr. bis zur Assimilation durch die Römer im 1. Jahrhundert v. Chr. in einer Variante des altitalischen Alphabets geschrieben. Die Schrift hat sich aus einem westgriechischen Alphabet entwickelt und wurde mit spiegelverkehrten Buchstaben von rechts nach links geschrieben.
Die etruskische Zahlschrift ist etwa 100 Jahre später entstanden.

## Formierung der Schrift
Mit den Gründungen von Pithekussai auf Ischia und Kyme (lat. Cumae) in Kampanien im Zuge der griechischen Kolonisation gerieten die Etrusker im 8. Jahrhundert v. Chr. unter den Einfluss der griechischen Kultur. Die Etrusker übernahmen von den westgriechischen Kolonisten ein Alphabet, das aus deren Heimat, dem euböischen Chalkis, stammt. Dieses Alphabet aus Cumae wird daher auch als euböisches oder chalkidisches Alphabet bezeichnet. Die ältesten Schriftzeugnisse der Etrusker stammen aus der Zeit um 700 v. Chr.
| Buchstabe     |       |      |       |       |         |         |      |      |       |      |       |        |    |    |        |         |    |     |       |     |       |     |         |    |     |     |
| Name          | Alpha | Beta | Gamma | Delta | Epsilon | Digamma | Zeta | Heta | Theta | Iota | Kappa | Lambda | My | Ny | Samech | Omikron | Pi | San | Koppa | Rho | Sigma | Tau | Ypsilon | Xi | Phi | Chi |
| Transkription | A     | B    | G     | D     | E       | V       | Z    | H    | TH    | I    | K     | L      | M  | N  | X      | O       | P  | Ś   | Q     | R   | S     | T   | U       | X  | PH  | CH  |

Eines der ältesten etruskischen Schriftzeugnisse befindet sich auf der Schreibtafel von Marsiliana d’Albegna aus dem Hinterland von Vulci, die heute im Archäologischen Nationalmuseum von Florenz aufbewahrt wird. In diese Wachstafel aus Elfenbein ist am Rand ein westgriechisches Modell-Alphabet eingeritzt. Entsprechend den späteren etruskischen Schreibgewohnheiten wurden die Buchstaben in diesem Modell-Alphabet spiegelverkehrt und von rechts nach links angeordnet:

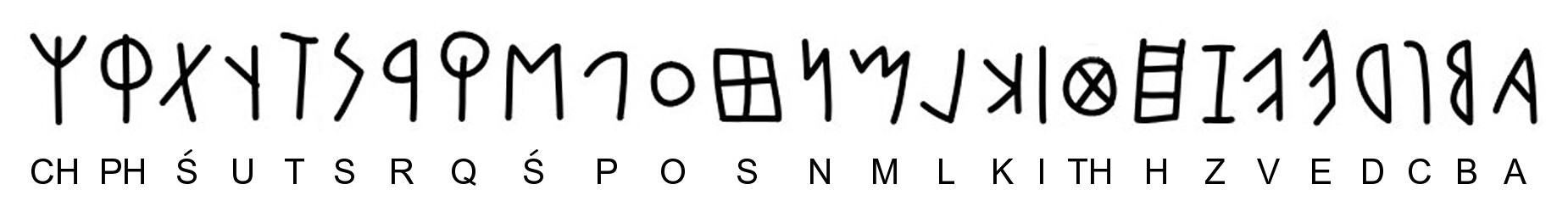
Abecedarium von Marsiliana d’Albegna mit Transkription

Die Etrusker verwendeten nicht alle Buchstaben des Modell-Alphabets, da manche Laute in der etruskischen Sprache nicht vorkamen. Dazu zählten die Buchstaben Beta, Delta, Omikron und die entsprechenden Laute B, D und O. Den Laut G kannte das Etruskische ebenfalls nicht, der Buchstabe Gamma wurde als Schriftzeichen für einen K-Laut übernommen. Bemerkenswert ist, dass die Etrusker die stimmhaften Verschlusslaute B, D und G nicht artikulierten, die entsprechenden stimmlosen Verschlusslaute P, T und K dagegen schon. Den Buchstaben Samech, der aus der phönizischen Schrift stammte und die Form eines Fensters hatte, verwendeten die Etrusker ebenfalls nicht.
Da die etruskische Sprache offenbar über mehr Zischlaute verfügte, benötigte man weitere entsprechende Schriftzeichen für S-Laute wie das Μ und das Χ. Der Buchstabe M entspricht dem phönizischen Buchstaben Sadéh oder Zade und steht vermutlich für einen Sch-Laut. Auf das Alphabet der Phönizier hatten auch die Griechen bei der Entwicklung ihrer Schriftzeichen zurückgegriffen. Dieser Buchstabe, der häufig als Ś transkribiert wird, fand vor allem in Nordetrurien Anwendung. Das X wurde wahrscheinlich ebenfalls als Sch-Laut ausgesprochen und war überwiegend in Südetrurien verbreitet. Das X könnte aber auch wie im Lateinischen dem Doppelkonsonanten KS entsprochen haben.
Die Etrusker unterschieden bei T-Lauten zwischen einem aspirierten TH und einem stimmlosen T. Der Buchstabe in Form eines spiegelverkehrten F, den man mit V transkribiert, wurde bilabial wie ein englisches W gesprochen. Der vorletzte Buchstabe Φ wurde nicht wie ein F, sondern wie im frühen Altgriechischen als aspiriertes P ausgesprochen. Der letzte Buchstabe Ψ, der mit CH transkribiert wird, steht wahrscheinlich für ein aspiriertes K.

## Ausbreitung der Schrift

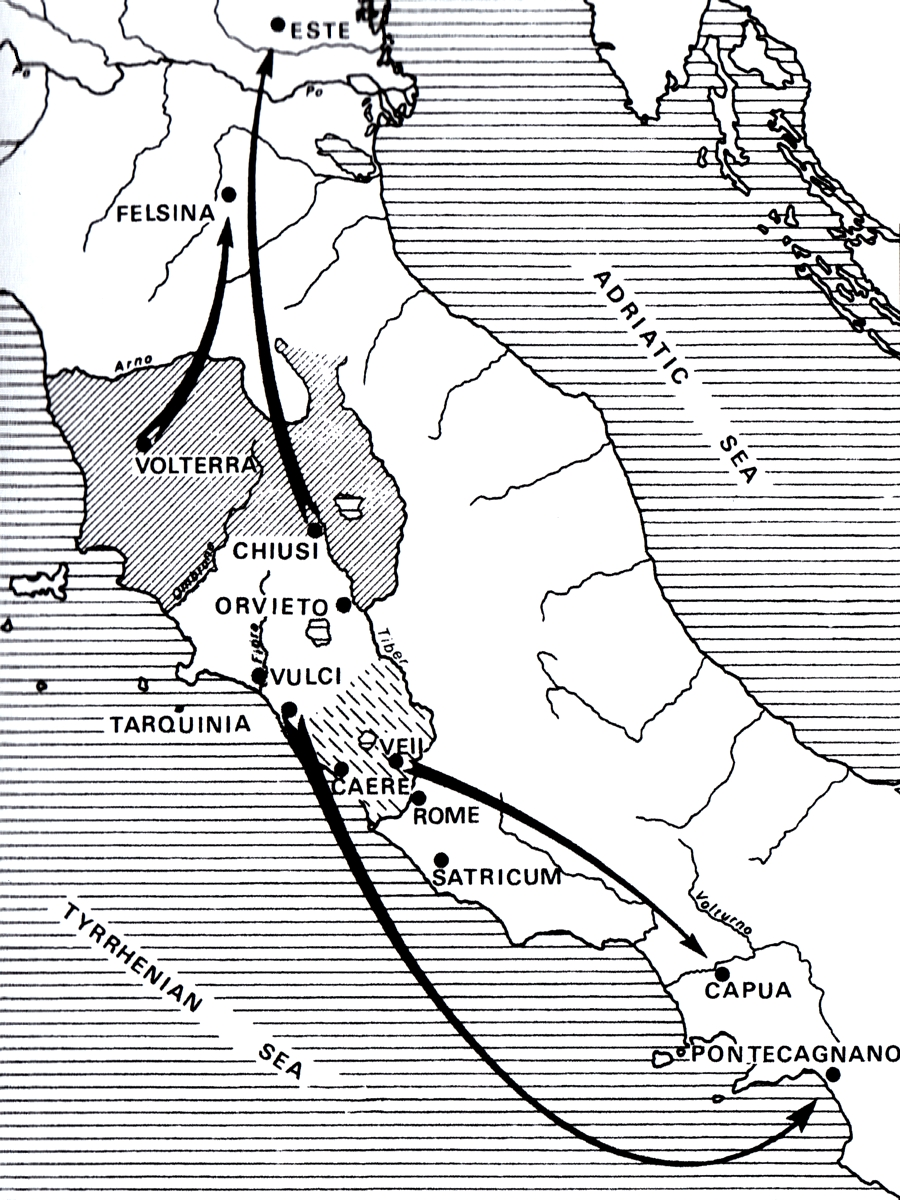
Ausbreitung der etruskischen Schrift

Erstmals Anwendung fand die Schrift mit diesen Buchstaben in Südetrurien um 700 v. Chr. im etruskischen Cisra (lat. Caere), dem heutigen Cerveteri. Die Schriftkunde gelangte schnell nach Mittel- und Nordetrurien. Von dort breitete sich das Alphabet von Volterra (etr. Velathri) nach Felsina, dem heutigen Bologna, aus und später von Chiusi (etr. Clevsin) in die Poebene. In Südetrurien verbreitete sich die Schrift von Tarquinia (etr. Tarchna) und Veji (etr. Veia) aus weiter in den Süden nach Kampanien, das zu dieser Zeit von den Etruskern kontrolliert wurde.

## Weiterentwicklung der Schrift
Zunächst verwendeten die Etrusker drei Buchstaben für K-Laute, die die Römer als C, K und Q in ihr Alphabet übernahmen. Ein K stellte man vor den Vokal A, ein Q vor ein U und den Buchstaben C vor die Vokale E und I. Später setzte sich in den nordetruskischen Städten der Gebrauch des K durch, wohingegen in den südetruskischen Städten das C bevorzugt wurde. Ab dem 4. Jahrhundert wurde allgemein der Gebrauch des C üblich, die Buchstaben K und Q wurden nicht mehr verwendet.
Im Etruskischen gab es offenbar auch eine stärkere Differenzierung bei Reibelauten, da die Etrusker ihr Alphabet um einen F-Laut in Form einer 8 ergänzten und ihn an das Ende des Alphabets anfügten. Das Schriftzeichen 8 hatten die Etrusker aus der lydischen Schrift übernommen. Wahrscheinlich wurde dieser Buchstabe im 6. Jahrhundert eingeführt. Vorher hatten die Etrusker offenbar die Schreibweise VH verwendet, um einen F-Laut zu kennzeichnen. Beispielsweise findet sich die frühetruskische Schreibweise Thavhna für Kelch, die sich später zu Thafna mit 8 für F wandelte. Im 6. Jahrhundert v. Chr. umfasste die etruskische Schrift diese 23 Buchstaben:
| Frühetruskisches Alphabet | Frühetruskisches Alphabet | Frühetruskisches Alphabet | Frühetruskisches Alphabet | Frühetruskisches Alphabet | Frühetruskisches Alphabet | Frühetruskisches Alphabet | Frühetruskisches Alphabet | Frühetruskisches Alphabet | Frühetruskisches Alphabet | Frühetruskisches Alphabet | Frühetruskisches Alphabet | Frühetruskisches Alphabet | Frühetruskisches Alphabet | Frühetruskisches Alphabet | Frühetruskisches Alphabet | Frühetruskisches Alphabet | Frühetruskisches Alphabet | Frühetruskisches Alphabet | Frühetruskisches Alphabet | Frühetruskisches Alphabet | Frühetruskisches Alphabet | Frühetruskisches Alphabet | Frühetruskisches Alphabet |
| ------------------------- | ------------------------- | ------------------------- | ------------------------- | ------------------------- | ------------------------- | ------------------------- | ------------------------- | ------------------------- | ------------------------- | ------------------------- | ------------------------- | ------------------------- | ------------------------- | ------------------------- | ------------------------- | ------------------------- | ------------------------- | ------------------------- | ------------------------- | ------------------------- | ------------------------- | ------------------------- | ------------------------- |
| Buchstabe                 |                           |                           |                           |                           |                           |                           |                           |                           |                           |                           |                           |                           |                           |                           |                           |                           |                           |                           |                           |                           |                           |                           |                           |
| Transkription             | A                         | C                         | E                         | V                         | Z                         | H                         | TH                        | I                         | K                         | L                         | M                         | N                         | P                         | Ś                         | Q                         | R                         | S                         | T                         | U                         | Ś                         | PH                        | CH                        | F                         |

In den nachfolgenden Jahrhunderten verwendeten die Etrusker konsequent die genannten Buchstaben, so dass die Entzifferung der etruskischen Inschriften kein Problem darstellt. Wie im Griechischen waren die Schriftzeichen regionalen und zeitlichen Veränderungen unterworfen. Insgesamt kann man eine archaische Schrift aus dem 7. bis 5. Jahrhundert von einer jüngeren Schrift aus dem 4. bis 1. Jahrhundert v. Chr. unterscheiden, in der manche Schriftzeichen keine Verwendung mehr fanden, darunter das X für einen Sch-Laut. Außerdem wurde in Schrift und Sprache mit der Betonung der ersten Silbe auf die Wiedergabe von Binnenvokalen verzichtet wie z. B. Menrva statt Menerva. Entsprechend unterscheidet auch die Linguistik zwischen dem Alt- und Jungetruskischen.

Archaisches und jüngeres Alphabet im Vergleich zum westgriechischen Alphabet

Bei der Transkription, die uneinheitlich in Groß- oder Kleinbuchstaben erfolgt, werden an Stelle der Doppelkonsonanten th, ph und ch gelegentlich die griechischen Buchstaben θ bzw. ϑ, φ und χ verwendet.

## Inschriften

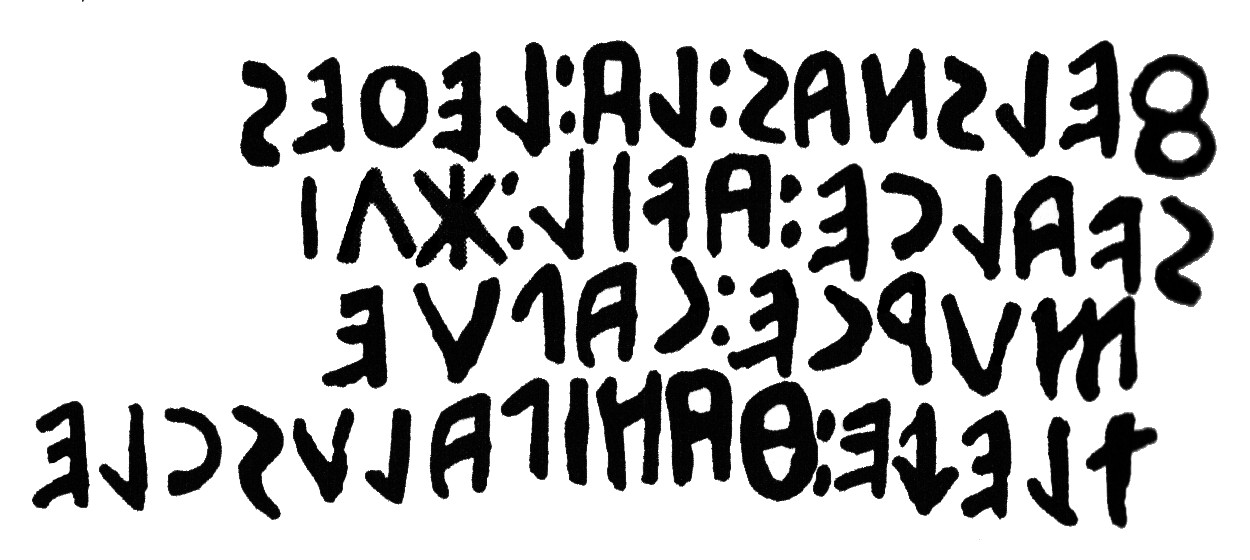
Sog. Hannibal-Inschrift aus dem 2. Jahrhundert v. Chr. mit Doppelpunkten zur Worttrennung

Die meisten der erfassten rund 13 000 Texte sind Urnen- und Sarkophag-Inschriften, die häufig den Namen des Verstorbenen, die Namen der Eltern, bei Frauen auch den Namen des Ehegatten, biographische Angaben über Ämter und das Alter des Verstorbenen enthalten. Dazu kommen Besitzer-Inschriften bei Grabbeilagen und Bauinschriften von Gräbern. Verhältnismäßig zahlreich sind auch Weihe- oder Widmungsinschriften auf Tempelgaben.
Die Inschriften wurden meist mit spiegelverkehrten Buchstaben linksläufig, d. h. von rechts nach links verfasst. Es gibt dazu manche Ausnahmen, darunter die Gravur auf dem Kalchas-Spiegel, einige Grabinschriften in der Nekropole Crocifisso del Tufo bei Orvieto und sehr frühe Texte aus dem 7. Jahrhundert v. Chr. Wenige, sehr alte Texte sind auch als Bustrophedon verfasst, d. h. abwechselnd links- und rechtsläufig. Ab dem 3. Jahrhundert v. Chr. finden sich Inschriften, die offenbar unter dem Einfluss der Römer rechtsläufig angefertigt wurden.
In den frühesten Inschriften wurden die einzelnen Wörter nicht voneinander abgegrenzt. Es folgte also ein Buchstabe auf den anderen (scriptio continua). Erst später gliederte man die Inschriften in einzelne Wörter. Dabei wurden häufig Punkte, Doppelpunkte oder auch drei Punkte übereinander zur Abgrenzung der Wörter im Text verwendet. Manchmal trennte man auch einzelne Wörter nach Silben. Diese silbenweise Trennung findet sich in Texten von Mitte des 6. Jahrhunderts v. Chr. bis Ende des 5. Jahrhunderts, als die Unterteilung von Texten in einzelne Wörter üblich geworden war.

## Schriftdenkmäler

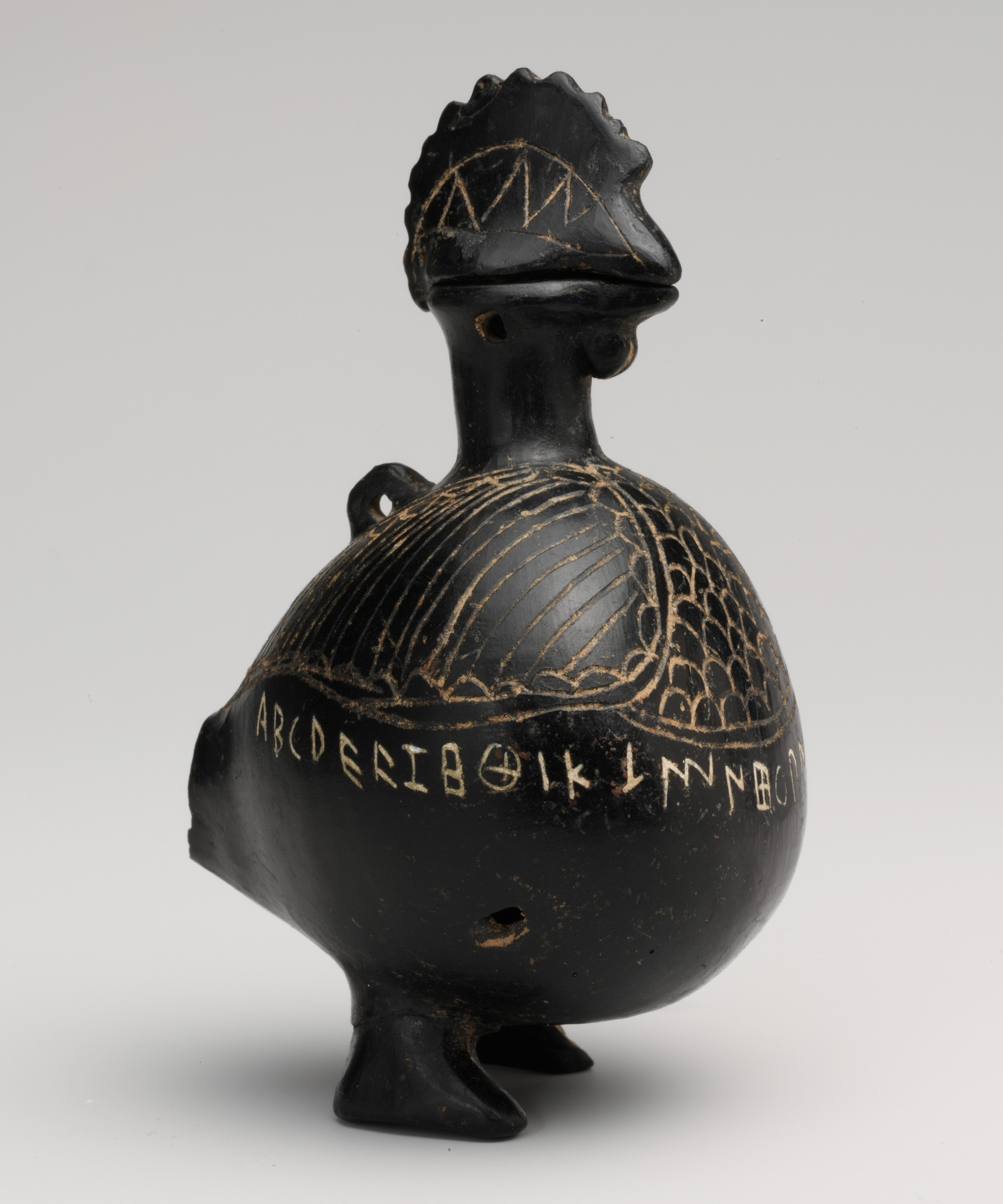
Bucchero-Hähnchen von Viterbo

Aus der Frühzeit sind neben der Schreibtafel von Marsiliana d’Albegna noch etwa 70 Objekte mit Modell-Alphabeten erhalten geblieben. Die bekanntesten darunter sind:
- Alabastron aus der Tomba Regolini-Galassi in Cerveteri
- Bucchero-Amphore von Formello
- Bucchero-Hähnchen von Viterbo
- Bucchero-Gefäß aus der Nekropole von Sorbo bei Cerveteri

Da alle vier Artefakte aus dem 7. Jahrhundert v. Chr. stammen, sind die Alphabete jeweils rechtsläufig verfasst. Das letzte Objekt weist die Besonderheit auf, dass auf ihm neben den Buchstaben des Alphabets auch fast alle Konsonanten jeweils der Reihe nach in Verbindung mit den Vokalen I, A, U und E dargestellt sind (Syllabare). Diese Silbenschreibweise diente vermutlich zur Einübung der Schriftzeichen.

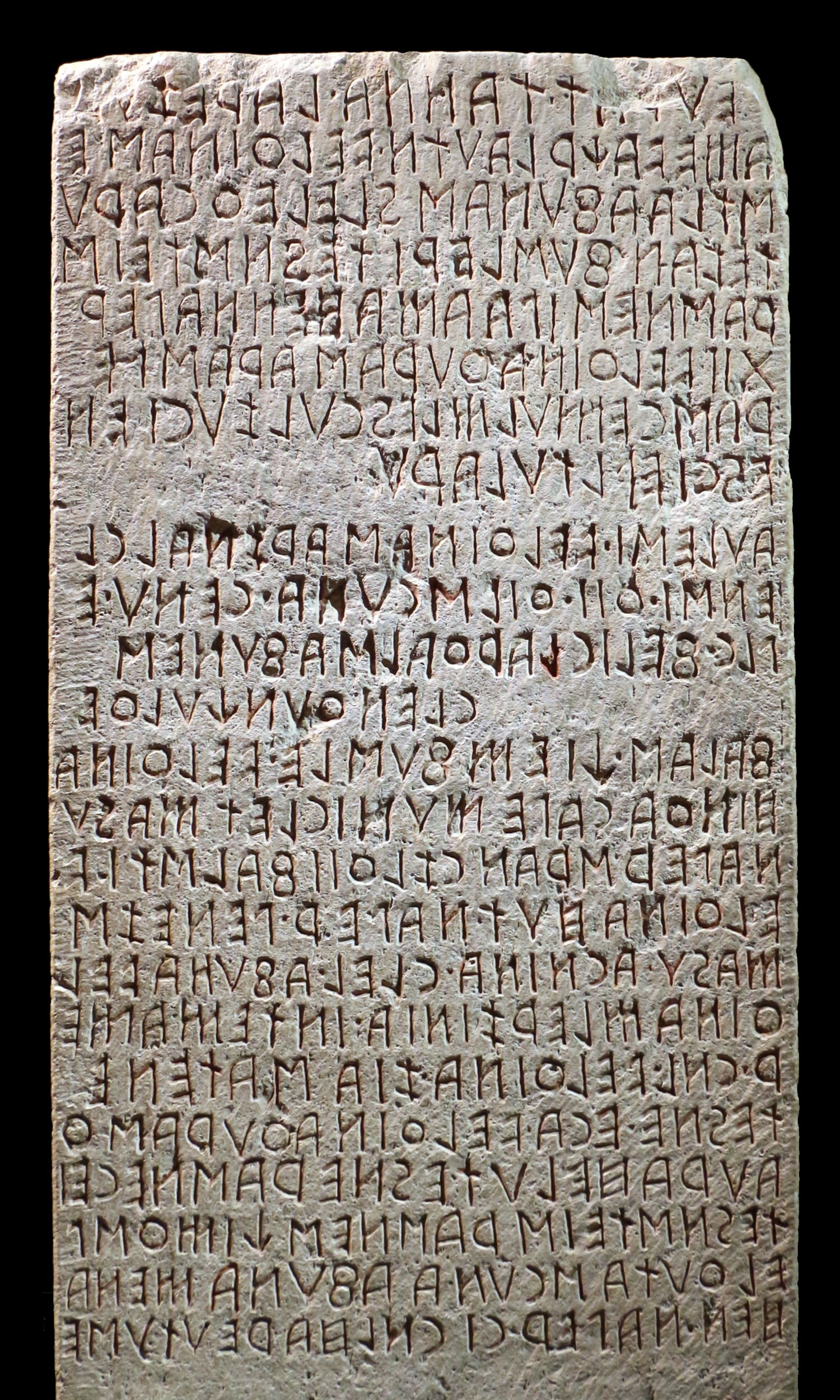
Cippus Perusinus

Zu den wichtigsten etruskischen Schriftdenkmälern, die eine größere Anzahl von Wörtern umfassen, zählen:
- Agramer Mumienbinde (Liber Linteus Zagrabiensis) – Ritualtext mit etwa 1400 Wörtern
- Tontafel von Capua (Tabula oder Tegula Capuana) – Ritualtext als Bustrophedon mit 62 Zeilen und etwa 300 Wörtern
- Tafel von Cortona (Tabula Cortonensis) – Vertragstext mit einer Länge von 32 Zeilen und etwa 200 Wörtern
- Cippus Perusinus – Travertinblock mit 46 Zeilen und etwa 125 Wörtern aus der Nähe von Perugia
- Goldbleche von Pyrgi – Paralleltexte in etruskischer und punischer Schrift
- Pulena-Rolle – Grabinschrift des Laris Pulena mit neun Zeilen Text auf einer Sarkophag-Schriftrolle
- Bronzeleber von Piacenza – Modell einer Schafsleber mit 40 Inschriften
- Bleiplatte von Magliano – Opfervorschrift mit 70 Wörtern
- Bleistreifen von Santa Marinella – Zwei Bruchstücke eines Opfergelübdes
- Bauinschrift des Grabes von San Manno bei Perugia – 30 Wörter umfassende Weihe-Inschrift
- Aryballos Poupé – Rechtsläufige Widmungsinschrift auf einem Bucchero-Fläschchen
- Würfel von Tuscania – Zwei Spielwürfel mit den Zahlwörtern von 1 bis 6

Von einer weiter reichenden Literatur der Etrusker ist nichts erhalten geblieben. Ab dem frühen 1. Jahrhundert n. Chr. sind Inschriften mit etruskischen Schriftzeichen nicht mehr überliefert.
Alle vorhandenen antiken etruskischen Schriftzeugnisse werden im Corpus Inscriptionum Etruscarum systematisch gesammelt.

## Nachwirkung
Mitte des 7. Jahrhunderts v. Chr. übernahmen die Römer das Schriftsystem und die Buchstaben der Etrusker. Insbesondere verwendeten sie die drei verschiedenen Schriftzeichen C, K und Q für einen K-Laut. Auch das Z wurde zunächst in das römische Alphabet übernommen, obwohl die Affrikate TS in der Lateinischen Sprache nicht vorkam. Später ersetzte man im Alphabet das Z durch den neu gebildeten Buchstaben G, der aus dem C entstanden war, und stellte schließlich das Z an das Ende des Alphabets. Die Buchstaben Θ, Φ und Ψ wurden von den Römern weggelassen, da die entsprechenden aspirierten Laute in ihrer Sprache nicht vorkamen.
Das etruskische Alphabet breitete sich über den nördlichen und mittleren Teil der Italienischen Halbinsel aus. Bei der Formierung der oskischen Schrift vermutlich im 6. Jahrhundert v. Chr. geht man von einem grundlegenden Einfluss des Etruskischen aus. Auch die Schriftzeichen der umbrischen, faliskischen und venetischen Sprache lassen sich auf etruskische Alphabete zurückführen.
Hinsichtlich der Entstehung der germanischen Runenschrift wird u. a. eine italisch-etruskische These vertreten, wonach der Ursprung dieser Schriftzeichen zu einem großen Teil der Ausbreitung nordetruskischer Alphabete zuzuschreiben ist. Vermutlich entwickelte sich die Runenschrift bereits im 3. Jahrhundert v. Chr. aus venetischen Schriftzeichen etruskischen Ursprungs, die auf Handelswegen über die Alpen gelangt waren. Aus dieser Frühzeit sind bisher keine Runeninschriften gefunden worden. Vermutlich wurden die ersten Schriftzeugnisse auf organischem Material wie Holz angefertigt.